# Akara

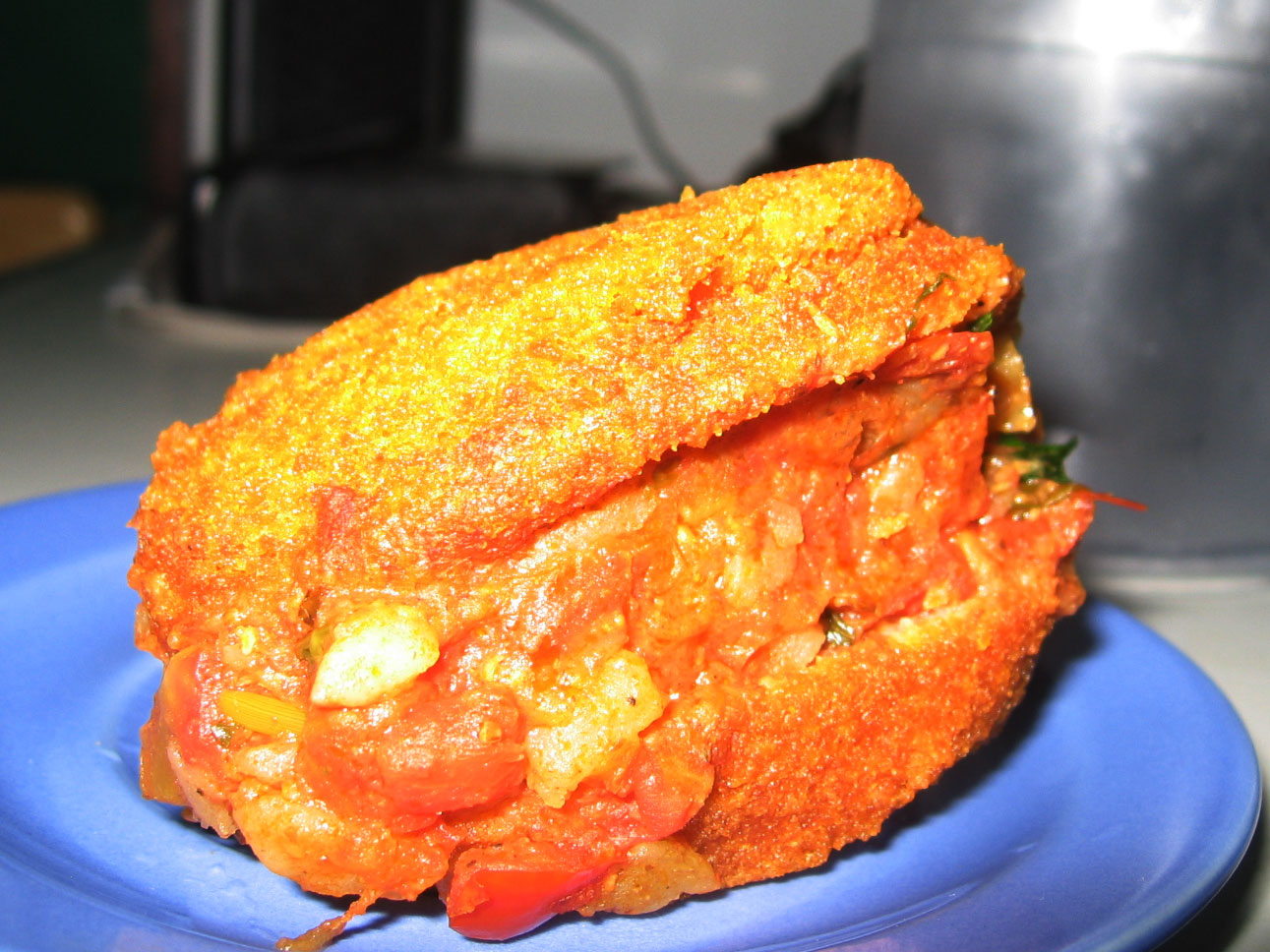
Plato con acarajé, en la ciudad de Salvador, Estado de Bahía.

El akara o àkàrà (según la ortografía tonal yoruba), hosai (en hausa) o acarajé (en portugués brasileño [akaɾaˈʒɛ]) es un plato típico tradicional de la cocina africana y de la cocina de Bahía en la Región Nordeste de Brasil. Es una especie de bollo elaborado con una masa de judías carillas (feijão fradinho) y camarones, frito en aceite de palma, y servido en una salsa de pimienta, vatapá y caruru. El alimento está muy relacionado con las tradiciones religiosas afrobrasileñas (como el candomblé).
El acarajé está hecho con alubias tipo black-eyed cocidos y hechos puré, sazonados con sal y cebolla picada, moldeado con forma de bollo grande y fritos en aceite de palma en una sartén tipo wok frente a los clientes. Se sirve dividido por la mitad y relleno con vatapá y caruru, pastas picantes hechas de gambas, anacardos molidos, aceite de palma y otros ingredientes. Una versión vegetariana generalmente se sirve con chile y tomates verdes. El acarajé también puede venir en una segunda forma llamada abara, donde los ingredientes se hierven en lugar de freírlos. Es mencionado en el documental A cidade das mulheres (2000), de Lázaro Faria. También en la novela brasileña Nuevo Sol.

## Historia
La siguiente es la primera descripción etnográfica del acarayé:

En los inicios, el feijão fradinho era rallado en una piedra de 50 cm de diámetro y cerca de 10 cm de altura. La cara plana no era lisa, sino ligeramente picada por un cantero, de modo que era porosa o arrugada. De esta forma el rollo empujado en un vaivén, sobre una piedra, hacía que se trituraran los frijoles.
Manuel Querino: A arte culinária na Bahia (1916)